# Гутов, Александр Валерьевич
Александр Валерьевич Гутов (род. 23 марта 1982, Омск) — российский хоккеист, нападающий.

## Биография
Воспитанник омского хоккея, тренер Виктор Стародубцев. Начинал играть в сезоне 1997/98 первой лиги за «Авангард-ВДВ». 30 сентября 1999 года в гостевом матче против «Металлурга» Магнитогорск (3:5) провёл единственный матч за «Авангард» в Суперлиге. Выступал за команды «Рубин» и «Рубин-2» (Тюмень, 2000/01), «Авангард-ВДВ», «Шахтёр» и «Шахтёр-2» (обе — Прокопьевск, все — 2001/02), «Лада» и «Лада-2» (Тольятти, 2002/03 — 2003/04), «Металлург» Новокузнецк (2004/05), «Амур» Хабаровск (2004/05 — 2008/09), «Крылья Советов» (2009/10); в ВХЛ играл за клубы «Лада» (2010/11) «Ермак» (2011/12), «Титан» (2012/13), «Ариада-Акпарс» / «Ариада» Волжск (2012/13 — 2013/14). Выступал за «Металлург» Жлобин (Беларусь, 2014/15), «Нове-Замки» (Словакия, 2015/16), «Иртыш» Павлодар (Казахстан, 2015/16 — 2016/17).
Бронзовый призёр Суперлиги (2003, 2004). Бронзовый призёр ВХЛ (2013). Бронзовый призёр чемпионата Казахстана (2016).
Окончил СибГУФК, ВШТ. Тренер в ХК «Бобров» (2021), СДЮСШОР им. Кожевникова (2021), хоккейной академии «Авангарда» (с 2021). Игрок любительской команды ПСО (Экибастуз, Казахстан, с 2023).